# Republika Huculska
Republika Huculska (ukr. Гуцульська республіка) – lokalny samorząd utworzony przez Huculską Radę Narodową 9 stycznia 1919, zależny od Zachodnioukraińskiej Republiki Ludowej, istniejący do czerwca 1919 roku, kiedy jego terytoria zostały zajęte przez wojska rumuńskie.
Wstępem do utworzenia Republiki Huculskiej było zawiązanie się w Jasinie wiosną 1918 roku kilkudziesięcioosobowego oddziału miejscowej samoobrony, której zadaniem było zapobieganie nasilającym się grabieżom i gwałtom czynionym przez zdemobilizowanych żołnierzy i dezerterów. Na początku listopada 1918 dowództwo nad samoobroną powierzono byłemu austro-węgierskiemu oficerowi, Stepanowi Kłoczurakowi. Samoobrona, licząca wówczas około 200 osób, została zreorganizowana i przemianowana na Narodną Oboronę.
Na wieść o wybuchu polsko-ukraińskich walk o Lwów, 8 listopada 1918 odbyło się powszechne zebranie mieszkańców Jasini i okolicznych wsi, na którym uchwalono całkowite przejęcie władzy i secesję od Węgier. W Jasini powołano lokalny samorząd o nazwie Huculska Rada Narodowa.
Na przełomie listopada i grudnia wysłano delegację do rządu ZURL przebywającego w Stanisławowie, z prośbą o włączenie Zakarpacia do ZURL oraz udzielenie pomocy wojskowej. Sydir Hołubowycz obiecał pomoc, jeśli sytuacja pozwoli, nie podjęto jednak żadnych zobowiązań.
22 grudnia 1918 do Jasini wkroczył batalion honwedów i przywrócił funkcjonowanie węgierskich urzędów. Jednak działacze Rady i Narodnoj Oborony, uprzedzeni przez swego łącznika w Syhocie – Jewhena Puzo, ukryli się w górach.
7 stycznia 1919 na wschodnie Zakarpacie wkroczył ukraiński oddział z Kołomyi, liczący dwa kurenie, czyli ponad 100 żołnierzy. Kłoczurak, powiadomiony o ich przybyciu w ostatniej chwili, w celu uśpienia podejrzeń Węgrów przebrał żołnierzy Narodnoj Oborony za grupy kolędnicze, które chodziły z bronią od domu do domu, werbując ochotników i rozdzielając zadania bojowe. W ciągu jednej nocy zdobyto bez strat Jasinię, a oddziały węgierskie po krótkiej wymianie ognia zostały rozbrojone. Zajęto pocztę, urzędy, stację kolejową, na której zdobyto transport wojskowy, co znacznie wzmocniło siły ukraińsko-huculskie.
9 stycznia proklamowano Republikę Huculską, która objęła wschodnie Zakarpacie. Jej premierem został Stepan Kłoczurak. 13 stycznia rozpoczęto drugi etap akcji, opanowując Kwasy, Uścieryki, Bogdan, Trebuszany, oraz zdobywając w walce stacje kolejowe w Rachowie i Byczkowie. 17 stycznia zdobyto Syhot, a 19 stycznia rozpoczęto atak w kierunku Chustu.
Akcja ta spotkała się z natychmiastową odpowiedzią wojsk rumuńskich. Silne ugrupowanie z dywizji stacjonującej w Satu Mare zatrzymało atak sił ukraińskich, a następnie zaatakowało Syhot. Części wojsk ukraińskich wycofano pociągiem, reszta pozostała w okrążeniu. Podczas walk zginęło 18 żołnierzy ukraińskich, a rannych zostało 39. Wszyscy żywi zostali internowani.
Wojsko ukraińskie wycofało się z Zakarpacia, nie chcąc rozpoczynać konfliktu z Rumunią podczas trwającej wojny polsko-ukraińskiej, a wojska rumuńskie zajęły niewielki obszar sięgający po okolice Byczkowa i Trebuszan. W rachowskiej strefie buforowej opuszczonej przez powstańców, a nie zajętej przez wojska rumuńskie, przywrócono działalność węgierskiej policji i administracji. Natomiast od Uścieryk nadal działała Republika Huculska, obejmująca również „stolicę” w Jasini oraz Bohdan, Łuhy, Bielin, Kwasy, Kewele, Łazeszczynę Mohelki i Stebną.
W początku czerwca 1919 Republika została zlikwidowana przez wojska rumuńskie w ramach ofensywy sięgającej aż Mukaczewa. Rząd Republiki Huculskiej zdecydował o poddaniu się bez walki. Jasinia została zdobyta 11 czerwca, kończąc tym samym działalność Republiki. Następnie jej terytorium było stopniowo przekazywane administracji czechosłowackiej.